# Chris Williams (regista)
Christopher John Williams (Missouri, 23 aprile 1968) è un regista, sceneggiatore, doppiatore e animatore statunitense.

## Biografia
È noto per aver diretto Classici Disney come Bolt - Un eroe a quattro zampe e Big Hero 6 (tratto dal fumetto Marvel con lo stesso nome) con il quale ha vinto l'Oscar al miglior film d'animazione nel 2015.

## Filmografia

### Regista

#### Lungometraggi
- Bolt - Un eroe a quattro zampe (Bolt) (2008) - co-regia con Byron Howard
- Big Hero 6 (2014), co-regia con Don Hall
- Oceania (Moana) (2016), co-regia con Ron Clements e John Musker
- Il mostro dei mari (The sea beast) (2022)

#### Cortometraggi
- Glago's Guest (2008)
- A pesca (2017)

### Sceneggiatore

#### Lungometraggi
- Mulan, regia di Tony Bancroft e Barry Cook (1998)
- Le follie dell'imperatore (The Emperor's New Groove), regia di Mark Dindal (2000)
- Koda, fratello orso (Brother Bear), regia di Aaron Blaise e Robert Walker (2003)
- Le follie di Kronk (Kronk's New Groove), regia di Elliot M. Bour e Saul Andrew Blinkoff (2005)
- Bolt - Un eroe a quattro zampe (Bolt), regia di Chris Williams e Byron Howard (2008)
- Zootropolis (Zootopia), regia di Byron Howard e Rich Moore (2016)
- Oceania (Moana), regia di Ron Clements e John Musker (2016)
- Il mostro dei mari (2022), regia di Chris Williams

#### Cortometraggi
- Glago's Guest, regia di Chris Williams (2008)

#### Televisione
- Prototipi da strapazzo (Prototype This!) – serie TV, episodio 1 (2008–2009)
- Lanny & Wayne - Missione Natale (Prep & Landing), regia di Kevin Deters e Stevie Wermers – film TV (2009)

### Doppiatore (parziale)
- Frozen - Il regno di ghiaccio (Frozen), regia di Jennifer Lee e Chris Buck (2013)

### Produttore
- Ralph spacca Internet (Ralph Breaks the Internet), regia di Phil Johnston e Rich Moore (2018)

## Riconoscimenti

### Premio Oscar
- 2009 – Candidatura per miglior film d'animazione per Bolt - Un eroe a quattro zampe (Bolt)
- 2015 – Miglior film d'animazione per Big Hero 6
- 2023 – Candidatura per miglior film d'animazione per Il mostro dei mari (The sea beast)

### Premio BAFTA
- 2019 – Candidatura per miglior film d'animazione per Big Hero 6

### Annie Awards
- 2001 – Candidato per la miglior sceneggiatura per Le follie dell'imperatore (The Emperor's New Groove)
- 2014 – Candidatura per miglior regia per Big Hero 6